# Neopseudatrichia canei
Neopseudatrichia canei är en tvåvingeart som beskrevs av Kelsey 1969. Neopseudatrichia canei ingår i släktet Neopseudatrichia och familjen fönsterflugor. Inga underarter finns listade i Catalogue of Life.